# Amphinemura lurida
Amphinemura lurida är en bäcksländeart som beskrevs av Peter Zwick 1977. Amphinemura lurida ingår i släktet Amphinemura och familjen kryssbäcksländor. Inga underarter finns listade i Catalogue of Life.